# Giải Cánh diều cho đạo diễn xuất sắc phim truyện điện ảnh
Giải Cánh diều cho đạo diễn điện ảnh xuất sắc là hạng mục trong hệ thống Giải Cánh diều, giải thưởng điện ảnh hàng năm của Hội Điện ảnh Việt Nam.

## Danh sách theo năm

### 2004–2009
| Năm  | Đạo diễn              | Tác phẩm           | Chú thích   |
| ---- | --------------------- | ------------------ | ----------- |
| 2004 | Đỗ Minh Tuấn          | Ký ức Điện Biên    | [ 1 ]       |
| 2005 | Bùi Thạc Chuyên       | Sống trong sợ hãi  | [ 2 ]       |
| 2006 | Lưu Huỳnh             | Áo lụa Hà Đông     | [ 3 ]       |
| 2007 | NSND Nguyễn Thanh Vân | Trái tim bé bỏng   | [ 4 ]       |
| 2008 | Lưu Huỳnh             | Huyền thoại bất tử | [ 5 ]       |
| 2009 | NSND Đặng Nhật Minh   | Đừng đốt           | [ 6 ] [ 7 ] |

### Thập niên 2010
| Năm  | Đạo diễn            | Tác phẩm                           | Chú thích     |
| ---- | ------------------- | ---------------------------------- | ------------- |
| 2010 | NSƯT Lưu Trọng Ninh | Khát vọng Thăng Long               | [ 8 ]         |
| 2011 | Charlie Nguyễn      | Long Ruồi                          | [ 9 ]         |
| 2012 | Victor Vũ           | Scandal: Bí mật thảm đỏ            | [ 10 ] [ 11 ] |
| 2013 | Quang Huy           | Thần tượng                         | [ 12 ]        |
| 2014 | Ngô Quốc Cường      | Hương ga                           | [ 13 ]        |
| 2015 | Đinh Tuấn Vũ        | Cuộc đời của Yến                   | [ 14 ]        |
| 2016 | Vũ Ngọc Phượng      | 12 chòm sao: Vẽ đường cho yêu chạy | [ 15 ]        |
| 2017 | Lê Thanh Sơn        | Em chưa 18                         | [ 16 ]        |
| 2018 | Charlie Nguyễn      | Chàng vợ của em                    |               |
| 2019 | Huỳnh Đông          | Hạnh phúc của mẹ                   | [ 17 ]        |

### Thập niên 2020
| Năm  | Đạo diễn              | Tác phẩm            | Chú thích     |
| ---- | --------------------- | ------------------- | ------------- |
| 2020 | Nam Cito              | Gái già lắm chiêu V | [ 18 ]        |
| 2020 | Bảo Nhân              | Gái già lắm chiêu V | [ 18 ]        |
| 2021 | NSND Nguyễn Thanh Vân | Bình minh đỏ        | [ 19 ] [ 20 ] |
| 2021 | Trần Chí Thành        | Bình minh đỏ        | [ 19 ] [ 20 ] |
| 2023 | Bùi Thạc Chuyên       | Tro tàn rực rỡ      | [ 21 ]        |